# Cosima Coppola
Cosima Coppola (Taranto, 17 ottobre 1983) è un'attrice e danzatrice italiana.

## Biografia
Nata a Taranto, cresce a Fragagnano. Inizia a studiare danza classica fin da bambina; a 18 anni, dopo aver conseguito la maturità scientifica, si trasferisce a Roma per poi debuttare, nel 2003, al Salone Margherita, nella compagnia de Il Bagaglino, con i varietà, su Canale 5, Miconsenta, Barbecue (2004) e Tele Faidaté (2005)
Nel 2003 inizia a studiare recitazione presso l'accademia Free Mistake Project di Francesca Viscardi; si diploma due anni dopo. 
Dopo un cameo nella serie TV di Canale 5 Carabinieri 4 (2005), nel 2006 appare sulla stessa rete nella fiction L'onore e il rispetto, regia di Salvatore Samperi, dove interpreta, da protagonista, il ruolo di Melina, figlia di Giuseppe Bastianelli detto "Pippo o' calabrese", interpretato da Giancarlo Giannini.
Nell'inverno 2007 recita al Teatro Parioli di Roma nello spettacolo Odio il rosso. Nello stesso anno interpreta il ruolo di Elvira Conte nella miniserie Donne sbagliate. Successivamente gira il film TV Io ti assolvo, regia di Monica Vullo ed è tra i protagonisti della miniserie, in quattro puntate, Il sangue e la rosa, diretta da Salvatore Samperi
Nel 2009 è nuovamente su Canale 5 con le fiction L'onore e il rispetto 2 e Il falco e la colomba.
Nel 2014 prende parte alla miniserie Rodolfo Valentino - La leggenda ed è nel cast della serie Furore.
Nel 2017 veste i panni di Annalisa Mura nella serie L'isola di Pietro.
Nel dicembre del 2019 è in scena al Teatro Augusteo di Napoli con la pièce di Edmond Rostand, Cyrano de Bergerac, nei panni di Rossana, per la regia di Bruno Garofalo.
Nel settembre 2020 si laurea in economia aziendale, abbandonando successivamente la recitazione per diventare insegnante scolastica.

## Teatro
- Odio il rosso. Teatro Parioli di Roma (2007)
- Cyrano de Bergerac di Edmond Rostand, regia di Bruno Garofalo. Teatro Augusteo di Napoli (2019)

## Filmografia

### Cinema
- Wog Boy 2: Kings of Mykonos, regia di Peter Andrikidis (2010)

### Televisione
- Un posto al sole, registi vari – soap opera (2004)
- Empire, regia di John Gray e Kim Manners – miniserie TV (2005)
- Carabinieri 4 – serie TV (2005)
- L'onore e il rispetto – serie TV (2006-2012)
- Donne sbagliate, regia di Monica Vullo – miniserie TV (2007)
- Io ti assolvo, regia di Monica Vullo – film TV (2008)
- Il sangue e la rosa, regia di Salvatore Samperi, Luigi Parisi e Luciano Odorisio – miniserie TV (2008)
- Il falco e la colomba, regia di Giorgio Serafini – miniserie TV (2009)
- Viso d'angelo, regia di Eros Puglielli – miniserie TV (2011)
- Rodolfo Valentino - La leggenda, regia di Alessio Inturri e Luigi Parisi – miniserie TV (2014)
- Furore – serie TV (2014)
- L'isola di Pietro – serie TV (2017-2018)
- I luoghi della speranza, regia di Enzo Dino – docufilm (Amazon Prime Video, 2021)

## Programmi TV
- Furore, gioco a quiz, condotto da Daniele Bossari con Giacomo Valenti (Rai 2, 2003)
- Miconsenta, varietà, compagnia de Il Bagaglino. Salone Margherita di Roma (Canale 5, 2003)
- Barbecue, varietà, compagnia de Il Bagaglino. Salone Margherita di Roma (Canale 5, 2004)
- Tele Faidaté, varietà, compagnia de Il Bagaglino. Salone Margherita di Roma (Canale 5, 2005)
- Tale e quale show, talent show, varietà (Rai 1, 2015) – concorrente